# Barra Longa
Barra Longa là một đô thị thuộc bang Minas Gerais, Brasil. Đô thị này có diện tích 386,101 km², dân số năm 2007 là 6965 người, mật độ 17 người/km².